# Edith Arnheim
Pour les articles homonymes, voir Arnheim (homonymie).
Edith Arnheim, née Lasch (21 février 1884 – 16 octobre 1964 ), est une joueuse de tennis suédoise du début du XXe siècle.
Elle s'est notamment illustrée aux Jeux olympiques de 1912 où elle termine quatrième de l'épreuve du simple dames (épreuve en extérieur), battue par Molla Bjurstedt Mallory pour le gain de la médaille de bronze.

## Parcours aux Jeux olympiques

### En simple dames
| # | Date       | Nom de l'olympiade               | Surface        | Résultat                 | Ultime adversaire | Score    |          |
| - | ---------- | -------------------------------- | -------------- | ------------------------ | ----------------- | -------- | -------- |
| 1 | 05/05/1912 | Jeux olympiques d'été, Stockholm | Parquet (int.) | 1/4 de finale            | Edith Hannam      | 7-5, 6-1 | Parcours |
| 2 | 28/06/1912 | Jeux olympiques d'été, Stockholm | Terre (ext.)   | 4e place (petite finale) | Molla Bjurstedt   | 6-2, 6-2 | Parcours |

### En double mixte
| # | Date       | Nom de l'olympiade              | Surface        | Résultat       | Partenaire | Ultimes adversaires               | Score    |          |
| - | ---------- | ------------------------------- | -------------- | -------------- | ---------- | --------------------------------- | -------- | -------- |
| 1 | 05/05/1912 | Jeux olympiques d'été Stockholm | Parquet (int.) | 1er tour (1/8) | Carl Nylen | Herbert Barrett Helen Aitchison   | 6-4, 6-1 | Parcours |
| 2 | 28/06/1912 | Jeux olympiques d'été Stockholm | Terre (ext.)   | 1er tour (1/8) | Carl Nylen | Albert Canet Marguerite Broquedis | 6-2, 6-4 | Parcours |